# Stänktetra
Stänktetra (Pyrrhulina filamentosa) är en fiskart som beskrevs av Valenciennes, 1847. Stänktetra ingår i släktet Pyrrhulina och familjen Lebiasinidae. Inga underarter finns listade i Catalogue of Life.